# Hans Rosenkranz
Hans Rosenkranz (* 22. Juni 1940 in Aussig, Reichsgau Sudetenland; † 8. Juli 2024) war ein deutscher Wirtschaftspädagoge, Organisationspsychologe und Familientherapeut. Er entwickelte das gruppendynamische Modell für Training und Organisationsberatung. Über 40 Jahre war Rosenkranz Lehrtrainer für Managementtrainer und Prozessberater.

## Leben
Hans Rosenkranz studierte von 1960 bis 1965 Betriebswirtschaftslehre, Wirtschafts- und Sozialpädagogik sowie Betriebspsychologie an der Ludwig-Maximilians-Universität München (LMU München). 
1969 erhielt er seine Promotion an der Staatswirtschaftlichen Fakultät der LMU München.
Von 1970 bis 1971 war Rosenkranz Visiting Lecturer und Stipendiat des British Council an der University of Leeds zum Studium der Gruppendynamik und systemischen Organisationsentwicklung. Seit 1971 war er freiberuflich tätig als Unternehmensberater und Trainer.
1973 veröffentlichte er seine Dissertation bei UTB unter dem Titel „Soziale Betriebsorganisation unter anthropologischen und pädagogischen Aspekten“ und 2013 bei epubli als E-Book unter dem Titel „Wie Menschenbilder Personen und Unternehmen verändern“.
1990 gründete er das Team Dr. Rosenkranz.

## Publikationen
- Soziale Betriebsorganisation unter anthropologischen und pädagogischen Aspekten. UTB für Wissenschaft, 1973, ISBN 978-3-49700-702-8.
- Pädagogik für Ausbilder. Springer Gabler, Wiesbaden 1977, ISBN 978-3-322-86032-3.
- Von der Gruppendynamik zur Organisationsentwicklung. Praxismodelle für Training und Organisationsberatung in der Wirtschaft. Springer Gabler, Wiesbaden 1982, ISBN 978-3-40996-341-1.
- Von der Familie zur Gruppe zum Team. Familien- und gruppendynamische Modelle zur Teamentwicklung. Junfermann, Paderborn 1990, ISBN 978-3-87387-015-4.